# France aux Championnats de natation handisport de 2009
Cet article présente les résultats des nageurs français aux principaux championnats de natation handisport de 2009.

## Légende des symboles utilisés dans cet article
Nageur ayant participé aux jeux paralympiques.

 Nageur médaillé or aux Jeux paralympiques de 2004

 Nageur médaillé argent aux Jeux paralympiques de 2004

 Nageur médaillé bronze aux Jeux paralympiques de 2004

 Nageur médaillé or aux Jeux paralympiques de Pékin

 Nageur médaillé argent aux Jeux paralympiques de Pékin

 Nageur médaillé bronze aux Jeux paralympiques de Pékin

 Nageur médaillé or Championnat d'Europe

 Nageur médaillé argent Championnat d'Europe

 Nageur médaillé bronze Championnat d'Europe

 Record d'Europe
 Médaille d'Or Championnat de France

 Médaille d'Argent Championnat de France

 Médaille de Bronze Championnat de France

  Record de France

## Minima pour l'obtention des médailles
Dans les épreuves individuelles, les médailles sont remises aux 3 premiers nageurs de chaque classe et de chaque épreuve, à condition que les performances réalisées soient égales au record de France correspondant majoré de 25 % pour les classes S1 à S5 et majoré de 15 % pour les classes S6 à S15.
Le record de France (au 10 novembre 2008) est inscrit entre parenthèses.
|           | S2                             | S3                            | S4                            | S5                            | S6                            | S7                            | S8                            | S9                            | S10                           | S11                           | S12                           | S13                           |
| --------- | ------------------------------ | ----------------------------- | ----------------------------- | ----------------------------- | ----------------------------- | ----------------------------- | ----------------------------- | ----------------------------- | ----------------------------- | ----------------------------- | ----------------------------- | ----------------------------- |
| 50 PAP    | 2 min 09 s 02 (1 min 43 s 22)  |                               | 1 min 23 s 19 (1 min 06 s 55) | 52 s 25 (41 s 80)             | 45 s 39 (39 s 47)             | 50 s 83 (44 s 20)             |                               |                               |                               |                               |                               |                               |
| 100 PAP   |                                |                               |                               |                               |                               |                               | 1 min 49 s 79 (1 min 35 s 47) | 1 min 25 s 68 (1 min 14 s 50) | 1 min 21 s 51 (1 min 10 s 88) | (1 min 52 s 43)               | 1 min 57 s 57 (1 min 43 s 10) | 1 min 29 s 30 (1 min 17 s 65) |
| 50 DOS    | 2 min 06 s 34 (1 min 41 s 07)  | 1 min 50 s 34 (1 min 28 s 27) | 1 min 03 s 48 (50 s 78)       | 51 s 93 (41 s 54)             |                               |                               |                               |                               |                               |                               |                               |                               |
| 100 DOS   |                                |                               |                               |                               | 1 min 47 s 92 (1 min 33 s 84) | 1 min 54 s 21 (1 min 39 s 31) | 1 min 45 s 54 (1 min 31 s 77) | 1 min 27 s 47 (1 min 16 s 06) | 1 min 28 s 56 (1 min 17 s 01) | 1 min 53 s 88 (1 min 39 s 03) | 2 min 02 s 34 (1 min 46 s 38) | 1 min 28 s 15 (1 min 16 s 65) |
| 50 BRA    | 2 min 06 s 41 (1 min 41 s 13)  | 1 min 33 s 47 (1 min 14 s 78) |                               |                               |                               |                               |                               |                               |                               |                               |                               |                               |
| 100 BRA   |                                |                               | 2 min 23 s 14 (1 min 54 s 51) | 2 min 20 s 42 (1 min 52 s 34) | 2 min 33 s 15 (2 min 13 s 17) | 2 min 22 s 00 (2 min 03 s 48) | 2 min 00 s 40 (1 min 44 s 70) | 1 min 39 s 54 (1 min 26 s 56) |                               | 2 min 00 s 60 (1 min 44 s 87) | 1 min 51 s 98 (1 min 37 s 37) | 1 min 41 s 52 (1 min 28 s 28) |
| 50 NL     | 1 min 43 s 91 (1 min 23 s 13)  | 1 min 46 s 46 (1 min 25 s 17) | 59 s 87 (52 s 06)             | 46 s 06 (36 s 85)             | 41 s 51 (36 s 10)             | 46 s 92 (40 s 80)             | 42 s 85 (37 s 26)             | 35 s 68 (31 s 03)             | 34 s 03 (29 s 59)             | 49 s 19 (42 s 77)             | 40 s 69 (35 s 38)             | 35 s 81 (31 s 14)             |
| 100 NL    | 3 min 35 s 74 (2 min 52 s 59)  | 3 min 44 s 61 (2 min 59 s 69) | 2 min 20 s 10 (1 min 52 s 08) | 1 min 38 s 74 (1 min 19 s 99) | 1 min 31 s 45 (1 min 19 s 52) | 1 min 39 s 79 (1 min 26 s 77) | 1 min 33 s 84 (1 min 21 s 60) | 1 min 17 s 46 (1 min 07 s 36) | 1 min 14 s 37 (1 min 04 s 67) | 1 min 49 s 07 (1 min 34 s 84) | 1 min 31 s 37 (1 min 19 s 45) | 1 min 16 s 84 (1 min 06 s 82) |
| 200 NL    | 11 min 11 s 96 (8 min 57 s 57) | 8 min 19 s 28 (6 min 39 s 42) | 4 min 58 s 18 (3 min 58 s 54) | 3 min 25 s 76 (2 min 44 s 61) |                               |                               |                               |                               |                               |                               |                               |                               |
| 400 NL    |                                |                               |                               |                               | 7 min 24 s 56 (6 min 26 s 57) | 7 min 20 s 46 (6 min 23 s 01) | 6 min 59 s 04 (6 min 04 s 38) | 6 min 00 s 11 (5 min 13 s 14) | 5 min 31 s 74 (4 min 48 s 47) | 8 min 04 s 54 (7 min 01 s 34) | 7 min 19 s 77 (6 min 22 s 41) | 5 min 45 s 74 (5 min 00 s 64) |
| 150 3N    | 9 min 01 s 81 (7 min 13 s 45)  |                               | 4 min 15 s 80 (3 min 24 s 64) |                               |                               |                               |                               |                               |                               |                               |                               |                               |
| 200 4N    |                                |                               |                               | 4 min 01 s 98 (3 min 13 s 58) | 3 min 58 s 35 (3 min 27 s 26) | 3 min 57 s 80 (3 min 26 s 78) | 4 min 03 s 59 (3 min 31 s 82) | 3 min 06 s 85 (2 min 42 s 48) | 3 min 03 s 17 (2 min 39 s 28) | 4 min 07 s 13 (3 min 34 s 90) | 3 min 53 s 06 (3 min 22 s 66) | 3 min 07 s 68 (2 min 43 s 20) |
| 4 × 50 NL | 2 min 55 s 60                  |                               |                               |                               |                               |                               |                               |                               |                               |                               |                               |                               |
| 4 × 50 4N | 3 min 22 s 93                  |                               |                               |                               |                               |                               |                               |                               |                               |                               |                               |                               |

|           | S1                            | S2                            | S3                            | S4                            | S5                            | S6                            | S7                            | S8                            | S9                            | S10                           | S11                           | S12                           | S13                           | S15                           |
| --------- | ----------------------------- | ----------------------------- | ----------------------------- | ----------------------------- | ----------------------------- | ----------------------------- | ----------------------------- | ----------------------------- | ----------------------------- | ----------------------------- | ----------------------------- | ----------------------------- | ----------------------------- | ----------------------------- |
| 50 PAP    | 2 min 19 s 84 (1 min 51 s 87) | 2 min 20 s 62 (1 min 52 s 50) | 2 min 09 s 55 (1 min 43 s 64) | 1 min 07 s 54 (54 s 03)       | 48 s 72 (38 s 98)             | 42 s 14 (36 s 64)             | 39 s 17 (34 s 06)             |                               |                               |                               |                               |                               |                               |                               |
| 100 PAP   |                               |                               |                               |                               |                               |                               |                               | 1 min 30 s 16 (1 min 18 s 40) | 1 min 16 s 28 (1 min 06 s 33) | 1 min 18 s 38 (1 min 08 s 16) | 2 min 19 s 37 (2 min 01 s 19) | 1 min 21 s 06 (1 min 10 s 49) | 1 min 37 s 27 (1 min 24 s 58) | 1 min 18 s 90 (1 min 08 s 61) |
| 50 DOS    | 3 min 00 s 30 (2 min 24 s 24) | 1 min 33 s 13 (1 min 14 s 50) | 1 min 10 s 43 (56 s 34)       | 58 s 51 (46 s 81)             | 52 s 41 (41 s 93)             |                               |                               |                               |                               |                               |                               |                               |                               |                               |
| 100 DOS   |                               |                               |                               |                               |                               | 1 min 36 s 38 (1 min 23 s 81) | 1 min 29 s 31 (1 min 17 s 66) | 1 min 28 s 38 (1 min 16 s 85) | 1 min 25 s 56 (1 min 14 s 40) | 1 min 20 s 95 (1 min 10 s 39) | 1 min 47 s 95 (1 min 33 s 87) | 1 min 19 s 33 (1 min 08 s 98) | 1 min 36 s 97 (1 min 24 s 32) |                               |
| 50 BRA    | 2 min 21 s 41 (1 min 53 s 13) | 1 min 30 s 19 (1 min 12 s 15) | 1 min 36 s 39 (1 min 17 s 11) |                               |                               |                               |                               |                               |                               |                               |                               |                               |                               |                               |
| 100 BRA   |                               |                               |                               | 2 min 05 s 08 (1 min 40 s 06) | 2 min 36 s 69 (2 min 05 s 35) | 1 min 47 s 61 (1 min 33 s 57) | 1 min 42 s 56 (1 min 29 s 18) | 1 min 34 s 86 (1 min 22 s 49) | 1 min 24 s 28 (1 min 13 s 29) |                               | 1 min 40 s 91 (1 min 27 s 75) | 1 min 29 s 79 (1 min 18 s 08) | 1 min 37 s 62 (1 min 24 s 89) |                               |
| 50 NL     | 2 min 19 s 37 (1 min 51 s 50) | 1 min 26 s 48 (1 min 09 s 18) | 1 min 11 s 78 (57 s 42)       | 47 s 06 (37 s 65)             | 48 s 07 (38 s 46)             | 41 s 28 (35 s 90)             | 35 s 91 (31 s 23)             | 36 s 17 (31 s 45)             | 30 s 65 (26 s 65)             | 31 s 29 (27 s 21)             | 34 s 81 (30 s 27)             | 30 s 72 (26 s 71)             | 34 s 47 (29 s 97)             | 31 s 35 (27 s 26)             |
| 100 NL    | 5 min 34 s 12 (4 min 27 s 30) | 3 min 06 s 34 (2 min 29 s 07) | 2 min 33 s 87 (2 min 03 s 10) | 1 min 44 s 84 (1 min 23 s 87) | 1 min 45 s 80 (1 min 24 s 64) | 1 min 50 s 72 (1 min 36 s 28) | 1 min 16 s 97 (1 min 06 s 93) | 1 min 22 s 32 (1 min 11 s 58) | 1 min 07 s 48 (58 s 68)       | 1 min 08 s 93 (59 s 94)       | 1 min 23 s 54 (1 min 12 s 64) | 1 min 09 s 53 (1 min 00 s 46) | 1 min 16 s 70 (1 min 06 s 70) | 1 min 07 s 62 (58 s 80)       |
| 200 NL    | 12 min 48 s 34 (114 s 67)     | 6 min 38 s 99 (5 min 19 s 19) | 5 min 24 s 57 (4 min 19 s 66) | 3 min 46 s 09 (3 min 00 s 87) | 3 min 44 s 29 (2 min 59 s 43) |                               |                               |                               |                               |                               |                               |                               |                               |                               |
| 400 NL    |                               |                               |                               |                               |                               | 8 min 02 s 30 (6 min 59 s 39) | 5 min 47 s 43 (5 min 02 s 11) | 5 min 55 s 25 (5 min 08 s 91) | 5 min 44 s 94 (4 min 59 s 95) | 5 min 14 s 32 (4 min 33 s 32) | 7 min 37 s 39 (6 min 37 s 73) | 6 min 10 s 68 (5 min 22 s 33) | 6 min 15 s 14 (5 min 26 s 21) |                               |
| 150 3N    |                               | 6 min 47 s 96 (5 min 26 s 37) | 4 min 34 s 05 (3 min 39 s 24) | 3 min 27 s 74 (2 min 46 s 19) |                               |                               |                               |                               |                               |                               |                               |                               |                               |                               |
| 200 4N    |                               |                               |                               |                               | 4 min 00 s 69 (3 min 12 s 55) | 3 min 47 s 87 (3 min 18 s 15) | 3 min 13 s 73 (2 min 48 s 46) | 3 min 21 s 68 (2 min 55 s 37) | 3 min 04 s 63 (2 min 40 s 55) | 2 min 45 s 34 (2 min 23 s 77) | 3 min 24 s 06 (2 min 57 s 44) | 2 min 59 s 63 (2 min 36 s 20) | 3 min 27 s 39 (3 min 00 s 34) |                               |
| 4 × 50 NL | 2 min 15 s 44                 |                               |                               |                               |                               |                               |                               |                               |                               |                               |                               |                               |                               |                               |
| 4 × 50 4N | 2 min 38 s 50                 |                               |                               |                               |                               |                               |                               |                               |                               |                               |                               |                               |                               |                               |

## Championnat de France Open d'hiver àTalence
Le championnat de France Open d’hiver s’est déroulé le 20 et 21 mars 2009 à la piscine du CREPS de Talence, en bassin de 50 mètres, 8 lignes d’eau et chronométrage manuel.

### Résultats

#### 200mnage libre
|   | S2              | S3               | S4               | S5                   |
| - | --------------- | ---------------- | ---------------- | -------------------- |
| 1 | CALESTANI Agnès | JOURDAN Mathilda | BEAUDET Chantal  | GIRONDON Cindelle    |
| 2 |                 | POURRET Tiphanie | SAVAGE Véronique | HERNANDEZ Marine     |
| 3 |                 |                  | LITRICIN Sylvie  | FOECHTERLE Christine |

|   | S2 | S3               | S4              | S5                  |
| - | -- | ---------------- | --------------- | ------------------- |
| 1 |    | BUSSI Frédéric   | SMETANINE David | TOURNIER Johan      |
| 2 |    | TRZAN Sébastien  | NIEVA Thibault  | DUCHATEAU Guillaume |
| 3 |    | CALVET Alexandre |                 |                     |

#### 400mnage libre
|   | S6               | S7              | S8                  | S9              | S10              |
| - | ---------------- | --------------- | ------------------- | --------------- | ---------------- |
| 1 | MARTIN Cathy     | LARDIERE Rachel | RIGAUD Caroline     | VIVANCO Eztitxu | LORANDI Élodie   |
| 2 | FATIS Anita      |                 | SCARPINATO Patricia |                 | SANZ Ambre       |
| 3 | IMBERT Françoise |                 | GREVELDINGER Mélody |                 | CHEVREUIL Nicole |

|   | S6                 | S7               | S8              | S9              | S10                 | S13            | S15               |
| - | ------------------ | ---------------- | --------------- | --------------- | ------------------- | -------------- | ----------------- |
| 1 | DANIERE Pascal     | LAUNAY Guillaume | NOUARD Yann     | COULON Dorian   | BOURDIER Yann       | BONNEVAL Hervé | HAIBACH Alexandre |
| 2 | SCHERB Julien      | FERRIER Arthur   | GUYOT Sébastien | VENET Frédéric  | ACIDE Charles-Henri |                |                   |
| 3 | FAYON Pierre-louis | BRUNE Antoine    | COHEN Eric      | LE GALL Olivier |                     |                |                   |

#### 150m3 nages
|   | SM4              |
| - | ---------------- |
| 1 | BEAUDET Chantal  |
| 2 | SAVAGE Véronique |

|   | SM3            | SM4             |
| - | -------------- | --------------- |
| 1 | BUSSI Frédéric | SMETANINE David |
| 2 |                | BAX Jérome      |

#### 200m4 nages
|   | SM6              | SM7              | SM8                 | SM9         | SM10           | SM11             | SM13               |
| - | ---------------- | ---------------- | ------------------- | ----------- | -------------- | ---------------- | ------------------ |
| 1 | LARDIERE Rachel  | BURGAUD aurélia  | SCARPINATO Patricia | GRAL Émilie | LORANDI Élodie | DOUARD Stéphanie | GUICHARD Véronique |
| 2 | LANCIAL Florence | SABOURET Loraine | VERCASSON Florence  |             | DIDIER Maud    |                  |                    |
| 3 | MARTIN Cathy     |                  |                     |             |                |                  |                    |

|   | SM5                 | SM6                | SM7               | SM8             | SM9            | SM10              | SM11              | SM13           |
| - | ------------------- | ------------------ | ----------------- | --------------- | -------------- | ----------------- | ----------------- | -------------- |
| 1 | DUCHATEAU Guillaume | SCHERB Julien      | FERRIER Arthur    | NOUARD Yann     | COULON Dorian  | RUPP Vincent      | DETEIX Christophe | BONNEVAL Hervé |
| 2 |                     | FAYON Pierre-louis | LAUNAY Guillaume  | GUYOT Sébastien | VENET Frédéric | BOURDIER Yann     |                   | PASCAL Arnaud  |
| 3 |                     | BRUNET Stéphane    | FOUQUENET Mathieu | HADRI Mohamed   | ARMAND Pascal  | DELESCLUSE Cédric |                   | AMRI Mehdi     |

#### 50mpapillon
|   | S4              | S5               | S6           | S7              |
| - | --------------- | ---------------- | ------------ | --------------- |
| 1 | BEAUDET Chantal | HERNANDEZ Marine | MARTIN Cathy | LARDIERE Rachel |
| 2 |                 |                  |              | BURGAUD aurélia |
| 3 |                 |                  |              |                 |

|   | S5                  | S6              | S7               |
| - | ------------------- | --------------- | ---------------- |
| 1 | DUCHATEAU Guillaume | BRUNET Stéphane | LAUNAY Guillaume |
| 2 |                     | SCHERB Julien   | BRUNE Antoine    |
| 3 |                     |                 | CHAUSSIN Raphaël |

#### 100mpapillon
|   | S9              | S10            | S11              |
| - | --------------- | -------------- | ---------------- |
| 1 | GRAL Émilie     | LORANDI Élodie | DOUARD Stéphanie |
| 2 | VIVANCO Eztitxu | FANARA Joy     |                  |
| 3 |                 | DIDIER Maud    |                  |

|   | S8             | S9               | S10               | S15               |
| - | -------------- | ---------------- | ----------------- | ----------------- |
| 1 | ROZOY Charles  | EL GUEDDARI Sami | BOURDIER Yann     | HAIBACH Alexandre |
| 2 | HIFFLER LIONEL | COULON Dorian    | DELESCLUSE Cédric |                   |
| 3 |                | VENET Frédéric   |                   |                   |

#### 50mdos
|   | S2              | S3               | S4               | S5                |
| - | --------------- | ---------------- | ---------------- | ----------------- |
| 1 | CALESTANI Agnès | JOURDAN Mathilda | BEAUDET Chantal  | AIBAR Marine      |
| 2 |                 | GRAND Ghislaine  | SAVAGE Véronique | HERNANDEZ Marine  |
| 3 |                 | POURRET Tiphanie | LITRICIN Sylvie  | GIRONDON Cindelle |

|   | S3              | S4              | S5                  |
| - | --------------- | --------------- | ------------------- |
| 1 | BUSSI Frédéric  | SMETANINE David | SIMSEK Hailry       |
| 2 | GASPARD Olivier | LACOMBE Patrick | TOURNIER Johan      |
| 3 | DEYSSE Boris    | BAX Jérome      | DUCHATEAU Guillaume |

#### 100mdos
|   | S6               | S7                  | S8                  | S9               | S10            | S11              |
| - | ---------------- | ------------------- | ------------------- | ---------------- | -------------- | ---------------- |
| 1 | FATIS Anita      | LARDIERE Rachel     | RIGAUD Caroline     | GRAL Émilie      | LORANDI Élodie | DOUARD Stéphanie |
| 2 | MARTIN Cathy     | BURGAUD Aurélia     | SCARPINATO Patricia | VIVANCO Eztitxu  | DIDIER Maud    | HOUSSAIS Julie   |
| 3 | BRIERE Charlotte | SKRZYPCZAK Caroline | BASTIEN Marine      | Gwladys Lemoussu | CASGHA Sophie  |                  |

|   | S6                 | S7               | S8             | S9                  | S10               | S12         | S13            | S15               |
| - | ------------------ | ---------------- | -------------- | ------------------- | ----------------- | ----------- | -------------- | ----------------- |
| 1 | FAYON Pierre-Louis | FERRIER Arthur   | NOUARD Yann    | COULON Dorian       | DELESCLUSE Cédric | VALOUR Théo | BONNEVAL Hervé | HAIBACH Alexandre |
| 2 | SCHERB Julien      | ZALANI Mohamed   | ROZOY Charles  | HAZEBROUCQ Valentin | POISSON Bastien   |             | PASCAL Arnaud  |                   |
| 3 | SANZ Lionel        | CHAUSSIN Raphaël | DEPETRIS Lucas | VENET Frédéric      | BOURDIER Yann     |             | AMRI Mehdi     |                   |

#### 50mbrasse
|   | SB2               | SB3              |
| - | ----------------- | ---------------- |
| 1 | POURRET Thiphanie | NGO Maï Anh      |
| 2 |                   | BEAUDET Chantal  |
| 3 |                   | SAVAGE Véronique |

|   | SB3             |
| - | --------------- |
| 1 | BUSSI Frédéric  |
| 2 | SMETANINE David |
| 3 | BAX Jérôme      |

#### 100mbrasse
|   | SB4            | SB5              | SB6              | SB7                 | SB8                 | SB9                  | S11              | S13                |
| - | -------------- | ---------------- | ---------------- | ------------------- | ------------------- | -------------------- | ---------------- | ------------------ |
| 1 | FOURNIER Laura | LARDIERE Rachel  | BURGAUD Aurélia  | SCARPINATO Patricia | LEMOUSSU Gwladys    | DIDIER Maud          | DOUARD Stéphanie | GUICHARD Véronique |
| 2 |                | LANCIAL Florence | COURCIER Stella  | STRIBY Nelly        | BASTIEN Marine      | FISHER Cyrielle      | HOUSSAIS Julie   |                    |
| 3 |                | MARTIN Cathy     | IMBERT Françoise | LAGAST Savannah     | SKRZYPCZAK Caroline | GLOGOSWSKI Stéphanie |                  |                    |

|   | SB4               | SB5                | SB6             | SB7             | SB8                 | SB9             | SB11              | SB12          | SB13           |
| - | ----------------- | ------------------ | --------------- | --------------- | ------------------- | --------------- | ----------------- | ------------- | -------------- |
| 1 | FOUSSARD Philippe | SCHERB Julien      | NOUARD Yann     | BERTHIER Thomas | HUTINET Arnaud      | RUPP Vincent    | DETEIX Christophe | SAVIO Arnaud  | TALLON Mathieu |
| 2 | JEGO Emeric       | FAYON Pierre-Louis | BRUNE Antoine   | FERRIER Arthur  | HAZEBROUCQ Valentin | ARMAND Pascal   | FOURMANN Raymond  | VALOUR Théo   |                |
| 3 | SANZ Lionel       | GAILLARD Loïc      | BRUNET Stéphane | GUINET Corentin | LECLERC Rodolphe    | BOUCHET Nicolas | ARNAUD Simon      | MICHAELIS Tom |                |

#### 50mnage libre
|   | S2              | S3               | S4               | S5                | S6              | S7              |
| - | --------------- | ---------------- | ---------------- | ----------------- | --------------- | --------------- |
| 1 | CALESTANI Agnès | JOURDAN Mathilda | BEAUDET Chantal  | HERNANDEZ Marine  | FATIS Anita     | LARDIERE Rachel |
| 2 |                 | POURRET Tiphanie | NGO Maï Anh      | AIBAR Marine      | MARTIN Cathy    | LANNUEL Aude    |
| 3 |                 | GRAND Ghislaine  | SAVAGE Véronique | GIRONDON Cindelle | COURCIER Stella | BURGAUD Aurélia |

|   | S8                  | S9               | S10            | S11               | S13                | S15           |
| - | ------------------- | ---------------- | -------------- | ----------------- | ------------------ | ------------- |
| 1 | BASTIEN Marine      | GRAL Émilie      | LORANDI Élodie | DOUARD Stéphanie  | GUICHARD Véronique | BELLOT Sophie |
| 2 | RIGAUD Caroline     | VIVANCO Eztitxu  | FANARA Joy     | HOUSSAIS Julie    |                    |               |
| 3 | SCARPINATO Patricia | LEMOUSSU Gwladys | DIDIER Maud    | CORBEFIN Isabelle |                    |               |

|   | S2                | S3               | S4              | S5                  | S6               | S7               |
| - | ----------------- | ---------------- | --------------- | ------------------- | ---------------- | ---------------- |
| 1 | REVILLON Philippe | BUSSI Frédéric   | SMETANINE David | SIMSEK Hailry       | BRUNET Stéphane  | LAUNAY Guillaume |
| 2 |                   | TRZAN Sébastien  | MAILLE Franck   | DUCHATEAU Guillaume | SCHERB Julien    | LE GARGAM Bruno  |
| 3 |                   | CALVET Alexandre | NIEVA Thibault  | FOUSSARD Philippe   | RAMBOUR Baptiste | FERRIER Arthur   |

|   | S8             | S9               | S10               | S11             | S12            | S13            | S15               |
| - | -------------- | ---------------- | ----------------- | --------------- | -------------- | -------------- | ----------------- |
| 1 | ROZOY Charles  | EL GUEDDARI Sami | RUPP Vincent      | FOURMAN Raymond | SAVIO Arnaud   | PASCAL Arnaud  | HAIBACH Alexandre |
| 2 | HIFFLER Lionel | COULON Dorian    | POISSON Bastien   |                 | VALOUR Théo    | BONNEVAL Hervé |                   |
| 3 | NOUARD Yann    | LE GALL Olivier  | DELESCLUSE Cédric |                 | MARCOULY Cyril | TALLON Mathieu |                   |

#### 100mnage libre
|   | S2              | S3               | S4               | S5                | S6              | S7              |
| - | --------------- | ---------------- | ---------------- | ----------------- | --------------- | --------------- |
| 1 | CALESTANI Agnès | JOURDAN Mathilda | BEAUDET Chantal  | GIRONDON Cindelle | FATIS Anita     | LARDIERE Rachel |
| 2 |                 | GRAND Ghislaine  | NGO Maï Anh      | HERNANDEZ Marine  | MARTIN Cathy    | BURGAUD Aurélia |
| 3 |                 | POURRET Tiphanie | SAVAGE Véronique | AIBAR Marine      | COURCIER Stella | CORNUT Nisha    |

|   | S8                  | S9               | S10            | S11              | S13                |
| - | ------------------- | ---------------- | -------------- | ---------------- | ------------------ |
| 1 | BASTIEN Marine      | GRAL Émilie      | LORANDI Élodie | DOUARD Stéphanie | GUICHARD Véronique |
| 2 | RIGAUD Caroline     | VIVANCO Eztitxu  | FANARA Joy     | HOUSSAIS Julie   |                    |
| 3 | SCARPINATO Patricia | LEMOUSSU Gwladys | DIDIER Maud    |                  |                    |

|   | S2                | S3               | S4              | S5                  | S6                 | S7               | S8             |
| - | ----------------- | ---------------- | --------------- | ------------------- | ------------------ | ---------------- | -------------- |
| 1 | REVILLON Philippe | BUSSI Frédéric   | SMETANINE David | SIMSEK Hailry       | SCHERB Julien      | LAUNAY Guillaume | ROZOY Charles  |
| 2 |                   | TRZAN Sébastien  | NIEVA Thibault  | TOURNIER Johan      | DANIERE Pascal     | FERRIER Arthur   | HIFFLER Lionel |
| 3 |                   | CALVET Alexandre | BAX Jérôme      | DUCHATEAU Guillaume | FAYON Pierre-Louis | LE GARGAM Bruno  | HADRI Mohamed  |

|   | S9               | S10               | S11             | S12          | S13            | S15               |
| - | ---------------- | ----------------- | --------------- | ------------ | -------------- | ----------------- |
| 1 | EL GUEDDARI Sami | RUPP Vincent      | FOURMAN Raymond | VALOUR Théo  | PASCAL Arnaud  | HAIBACH Alexandre |
| 2 | LE GALL Olivier  | DELESCLUSE Cédric |                 | SAVIO Arnaud | BONNEVAL Hervé |                   |
| 3 | PEIFFER David    | BOURDIER Yann     |                 |              | TALLON Mathieu |                   |

#### Relais 4 × 4 nages
|   | Dames              | Messieurs                   |
| - | ------------------ | --------------------------- |
| 1 | HANDISPORT VALENCE | SAINT ETIENNE HANDISPORT    |
| 2 | CHSA CANNES        | GUYENNE HANDI-NAGE BORDEAUX |
| 3 | ASHA BREST         | HANDISPORT VALENCE          |
| 4 |                    | GRENOBLE HANDISPORT         |

#### Relais libres
|   | Dames                    | Messieurs                   |
| - | ------------------------ | --------------------------- |
| 1 | HANDISPORT SAINT NAZAIRE | GUYENNE HANDI-NAGE BORDEAUX |
| 2 | CHSA CANNES              | GRENOBLE HANDISPORT         |
| 3 | HANDISPORT NANTES        | HANDISPORT VALENCE          |
| 4 | HANDISPORT VALENCE       | SAINT ETIENNE HANDISPORT    |
| 5 | ASHA BREST               | PAU BEARN HANDISPORT        |

## Championnat de France Open des Jeunes àValence
L'attribution des médailles se fait selon un classement établi dans chaque catégorie de handicap et d'âge, en cumulant les points obtenus tout au long du programme.
Il y a deux catégories d'âge :
- - Les Espoirs : jusqu'à 15 ans
  - Les Juniors : de 16 à 20 ans

### Espoirs féminins
- S4
  -   FRICAULT Marine
- S5
  -   GIRONDON Cindelle
- S6
  -   USTALRITZ Laure
  -   CHAIGNIER Ema
  -   MAVOUNZA Delphine
- S7
  -   SKRZYPCZAK Caroline
  -   OLLERO Pauline
  -   ROBARD Louise
- S8
  -   BASTIEN Marine
  -   VERCASSON Florence
  -   GREVELDINGER Melody
- S9
  -   GANIER Emie
  -   NOUCHET Alexandra
  -   LE BOULAIRE Marine
- S10
  -   BOSSARD Alice

### Espoirs masculins
- S4
  -   LAMARRE Pierre
  -   MUGNEROT Corentin
  -   DURANTE Xavier
- S5
  -   GIRAUDEAU Quentin
  -   MARTINEZ Jordan
- S6
  -   CONCHE Dimitri
- S7
  -   FERRIER Arthur
  -   VERPIOT Enzo
  -   SCHABAILLE Thomas
- S8
  -   GUINET Corentin
  -   ROYER Kévin
  -   SOUVERAIN Mickael
- S9
  -   BORTOLLON Maxime
- S10
  -   CELLARIER Robin
  -   JOUVES Quentin
  -   EDUARDS Juan
- S12
  -   MICHAELIS Tom
- S13
  -   SCORCIONE Léo

### Juniors féminins
- S3
  -   POURRET Tiphanie
- S5
  -   FOURNIER Laura
- S6
  -   BRIERE Charlotte
  -   PENEL Magalie
  -   BOUBENNEC Manon
- S7
  -   BURGAUD Aurelia
  -   MESSAOUDI Karina
- S8
  -   LAGAST Savannah
  -   GOSSELIN Noémie
- S9
  -   LEMOUSSU Gwladys
  -   RAER Lydie
- S10
  -   LORANDI Élodie
  -   FANARA Joy
  -   VERDIN Joanna

### Juniors masculins
- S3
  -   MICHEL Benoit
  -   ROUX Alexandre
- S4
  -   VOITURIN Dimitry
- S5
  -   BRUNO Enzo
- S6
  -   FAYON Pierre-Louis
  -   GAILLARD Loïc
  -   MAEDER Enguerand
- S7
  -   SCHALLER Robin
  -   CHAUSSIN Raphaël
  -   DE SOUSA Christophe
- S8
  -  FOUQUENET Mathieu
  -   PLEINDOUX Olivier
  -   WERSY Geoffrey
- S9
  -  COULON Dorian
  -   VENET Frédéric
  -   HAZEBROUCQ Valentin
- S10
  -   POISSON Bastien
  -   CLAIRET Jonathan
  -   VACHON Cyprien
- S11
  -   ARNAUD Simon
- S12
  -   VALOUR Théo

## Championnat de France d'été àChambéry
L’Élan chambérien et la ville de Chambéry ont organisé le Championnat de France d'été de Natation Handisport les vendredi 26 et samedi 27 juin 2009 à la piscine de Buissond Rond à Chambéry.
- Bassin de 50 mètres, 6 lignes d'eau et chronométrage automatique.

### Dames
| Discipline    | 1er                                                       | Temps                                     | 2e                                               | Temps                    | 3e                                        | Temps                    |
| ------------- | --------------------------------------------------------- | ----------------------------------------- | ------------------------------------------------ | ------------------------ | ----------------------------------------- | ------------------------ |
| Relais        |                                                           |                                           |                                                  |                          |                                           |                          |
| Libre         | Handisport Saint Nazaire                                  | 3 min 23 s 86 282 Points                  | CHSA Cannes                                      | 3 min 27 s 59 277 Points | Elan Chambérien                           | 4 min 41 s 84 204 Points |
| 4 Nages       | Handisport Saint Nazaire                                  | 3 min 49 s 29 250 Points                  | CHSA Cannes                                      | 4 min 20 s 36 220 Points | Handisport Valence                        | 4 min 53 s 65 195 Points |
| S2-SB2-SM2    |                                                           |                                           |                                                  |                          |                                           |                          |
| 200 NL        | Agnès CALESTANI · CHSA Cannes                             | 9 min 45 s 34 92 Points                   |                                                  |                          |                                           |                          |
| 50 Dos        | Agnès CALESTANI · CHSA Cannes                             | 1 min 57 s 78 115 Points                  |                                                  |                          |                                           |                          |
| 50 Bras       | Tiphanie POURRET Handisport Valence                       | 3 min 27 s 02 65 Points                   |                                                  |                          |                                           |                          |
| 100 NL        | Agnès CALESTANI CHSA Cannes                               | 4 min 28 s 59 101 Points                  |                                                  |                          |                                           |                          |
| 50 NL         | Agnès CALESTANI CHSA Cannes                               | 2 min 04 s 61 108 Points                  |                                                  |                          |                                           |                          |
| S3-SB3-SM3    |                                                           |                                           |                                                  |                          |                                           |                          |
| 200 NL        | Mathilda JOURDAN HAM Antibes Méditerranée                 | 9 min 15 s 12 81 Points                   | Tiphanie POURRET Handisport Valence              | 11 min 08 s 54 67 points |                                           |                          |
| 50 Dos        | Ghislaine GRAND Handisport Lyonnais                       | 1 min 50 s 50 101 Points                  | Danièle CARRAZ Elan Chamberien                   | 1 min 52 s 29 100 points | Mathilda JOURDAN HAM Antibes Méditerranée | 1 min 53 s 89 98 points  |
| 50 Bras       | Maï Anh NGO · HAM Antibes Méditerranée                    | 1 min 26 s 78 129 Points                  | Chantal BEAUDET CHSA Cannes                      | 1 min 50 s 66 101 Points | Véronique SAVAGE ACNAVI Villepinte        | 1 min 52 s 24 100 Points |
| 100 NL        | Danièle CARRAZ · Elan Chamberien                          | 3 min 37 s 27 103 points                  | Ghislaine GRAND Handisport Lyonnais              | 3 min 54 s 55 96 Points  | Mathilda JOURDAN HAM Antibes Méditerranée | 4 min 33 s 28 82 points  |
| 50 NL         | Danièle CARRAZ · Elan Chamberien                          | 1 min 40 s 33 112 points                  | Mathilda JOURDAN HAM Antibes Méditerranée        | 1 min 53 s 24 99 points  | Ghislaine GRAND Handisport Lyonnais       | 1 min 56 s 13 96 Points  |
| S4-SB4-SM4    |                                                           |                                           |                                                  |                          |                                           |                          |
| 200 NL        | Chantal BEAUDET CHSA Cannes                               | 5 min 47 s 36 106 Points                  | Véronique SAVAGE ACNAVI Villepinte               | 6 min 29 s 00 95 Points  | Sylvie LITRICIN Handisport Grand Nancy    | 8 min 06 s 08 76 Points  |
| 50 Dos        | Chantal BEAUDET CHSA Cannes                               | 1 min 36 s 02 96 Points                   | Véronique SAVAGE ACNAVI Villepinte               | 1 min 46 s 03 87 Points  | Sylvie LITRICIN Handisport Grand Nancy    | 1 min 53 s 94 81 Points  |
| 100 Bras      | Laura FOURNIER Handisport Valence                         | 4 min 00 s 78 76 Points                   | Delphine MAVOUNZA Moulin les Metz Handisport     | 5 min 36 s 46 55 Points  |                                           |                          |
| 100 NL        | Chantal BEAUDET CHSA Cannes                               | 2 min 40 s 93 114 Points                  | Maï Anh NGO HAM Antibes Méditerranée             | 2 min 46 s 41 111 Points | Véronique SAVAGE ACNAVI Villepinte        | 3 min 15 s 88 94 Points  |
| 150 3 Nages   | Chantal BEAUDET CHSA Cannes                               | 5 min 00 s 70 92 Points                   | Véronique SAVAGE ACNAVI Villepinte               | 5 min 42 s 66 81 Points  |                                           |                          |
| 50 Pap        | Chantal BEAUDET CHSA Cannes                               | 2 min 30 s 40 61 Points                   |                                                  |                          |                                           |                          |
| 50 NL         | Chantal BEAUDET CHSA Cannes                               | 1 min 12 s 86 126 Points                  | Maï Anh NGO HAM Antibes Méditerranée             | 1 min 13 s 16 126 Points | Véronique SAVAGE ACNAVI Villepinte        | 1 min 36 s 86 95 Points  |
| S5-SB5-SM5    |                                                           |                                           |                                                  |                          |                                           |                          |
| 200 NL        | Priscille VINCENS CSINI Paris                             | 6 min 09 s 51 87 Points                   | Christine FOECHTERLE Handisport Selestat         | 6 min 38 s 66 81 Points  | Laura FOURNIER Handisport Valence         | 6 min 41 s 30 80 Points  |
| 50 Dos        | Marine FRICAULT Club Nautique de Haute Saintonge          | 1 min 23 s 07 97 Points                   | Laura FOURNIER Handisport Valence                | 1 min 30 s 48 89 Points  | Christine FOECHTERLE Handisport Selestat  | 1 min 34 s 65 85 Points  |
| 100 Bras      | Rachel LARDIERE · Handivienne · 1                         | 1 min 57 s 03 138 Points                  | Emeline BESNARD Handisport Choletais             | 2 min 48 s 29 96 Points  | Magalie PENEL Saint-Étienne Handisport    | 3 min 29 s 93 77 Points  |
| 100 NL        | Marine FRICAULT Club Nautique de Haute Saintonge          | 2 min 51 s 52 94 Points                   | Christine FOECHTERLE Handisport Selestat         | 3 min 13 s 05 83 Points  | Laura FOURNIER Handisport Valence         | 3 min 14 s 71 83 Points  |
| 50 NL         | Priscille VINCENS CSINI Paris                             | 1 min 39 s 89 81 Points                   | Delphine MAVOUNZA Moulin les Metz Handisport     | 1 min 50 s 21 73 Points  |                                           |                          |
| S6-SB6-SM6    |                                                           |                                           |                                                  |                          |                                           |                          |
| 400 NL        | Françoise IMBERT SRC Handisport Valence                   | 147 s 67 85 Points                        | Magalie PENEL Saint-Étienne Handisport           | 11 min 10 s 11 82 Points |                                           |                          |
| 100 Dos       | Anita FATIS USHOM Thionville                              | 1 min 49 s 01 127 Points                  | Françoise IMBERT SRC Handisport Valence          | 2 min 52 s 70 80Points   | Emeline BESNARD Handisport Choletais      | 2 min 54 s 84 79 Points  |
| 100 Bras      | Aurélia BURGAUD · Club Nautique de Haute Saintonge        | 2 min 12 s 45 104 Points Record de France | Stella COURCIER · ASMF Paris                     | 2 min 24 s 53 95 Points  | Françoise IMBERT SRC Handisport Valence   | 2 min 40 s 20 86 Points  |
| 100 NL        | Anita FATIS · USHOM Thionville                            | 1 min 31 s 04 152 Points                  | Stella COURCIER ASMF Paris                       | 2 min 02 s 95 112 Points | Emeline BESNARD Handisport Choletais      | 2 min 15 s 87 102 Points |
| 200 4 Nages   | Rachel LARDIERE · Handivienne · 1                         | 3 min 39 s 36 126 Points                  | Florence LANCIAL CHA Aix-en-Provence             | 4 min 03 s 10 114 Points |                                           |                          |
| 50 NL         | Anita FATIS · USHOM Thionville                            | 39 s 20 176 Points                        | Stella COURCIER ASMF Paris                       | 53 s 73 128 Points       | Emeline BESNARD Handisport Choletais      | 59 s 18 117 Points       |
| S7-SB7-SM7    |                                                           |                                           |                                                  |                          |                                           |                          |
| 400 NL        | Rachel LARDIERE · Handivienne · 1                         | 6 min 19 s 61 139 Points Record de France | Annick PERRIN CHSA Cannes                        | 8 min 41 s 28 101 Points |                                           |                          |
| 100 Dos       | Rachel LARDIERE · Handivienne · 1                         | 1 min 47 s 34 123 Points                  | Aurélia BURGAUD Club Nautique de Haute Saintonge | 2 min 00 s 75 109 Points | Aude LANNUEL CSBPH Saint Brieuc           | 2 min 12 s 41 100 Points |
| 100 Bras      | Patricia SCARPINATO CHSA Cannes                           | 2 min 30 s 57 88 Points                   | Laure USTALRITZ USHOM Thionville                 | 2 min 32 s 34 87 Points  | Nelly STRIBY ASCO Mulhouse                | 2 min 38 s 26 83 Points  |
| 100 NL        | Rachel LARDIERE · Handivienne · 1                         | 1 min 26 s 75 152 Points Record de France | Aurélia BURGAUD Club Nautique de Haute Saintonge | 1 min 46 s 10 124 Points | Annick PERRIN CHSA Cannes                 | 1 min 59 s 14 111 Points |
| 200 4 Nages   | Aurélia BURGAUD Club Nautique de Haute Saintonge          | 4 min 17 s 00 103 Points                  | Charlotte BRIERE Handisport Nantes               | 5 min 46 s 98 76 Points  |                                           |                          |
| 50 Pap        | Rachel LARDIERE Handivienne 1                             | 56 s 11 118 Points                        | Aurélia BURGAUD Club Nautique de Haute Saintonge | 59 s 27 111 Points       |                                           |                          |
| 50 NL         | Rachel LARDIERE · Handivienne · 1                         | 41 s 30 160 Points                        | Aurélia BURGAUD Club Nautique de Haute Saintonge | 48 s 10 137 Points       | Aude LANNUEL CSBPH Saint Brieuc           | 49 s 87 132 Points       |
| S8-SB8-SM8    |                                                           |                                           |                                                  |                          |                                           |                          |
| 400 NL        | Caroline RIGAUD Handisport Marseille                      | 7 min 42 s 85 109 Points                  | Patricia SCARPINATO CHSA Cannes                  | 7 min 54 s 45 106 Points | Pascale LE BUHAN CSBPH Saint Brieuc       | 120 s 64 81 Points       |
| 100 Dos       | Patricia SCARPINATO CHSA Cannes                           | 1 min 53 s 25 111 Points                  | Caroline RIGAUD Handisport Marseille             | 1 min 54 s 82 110 Points | Marine BASTIEN Handisport Saint Avold     | 2 min 09 s 04 98 Points  |
| 100 Bras      | Florence VERCASSON Handisport Valence                     | 2 min 01 s 67 104 Points                  | Marine BASTIEN Handisport Saint Avold            | 2 min 07 s 09 99 Points  | Carolina FREDERICO ASMF Paris             | 2 min 37 s 63 80 Points  |
| 100 NL        | Marine BASTIEN · Handisport Saint Avold                   | 1 min 32 s 12 137 Points                  | Caroline RIGAUD Handisport Marseille             | 1 min 35 s 03 133 Points | Patricia SCARPINATO CHSA Cannes           | 1 min 48 s 87 116 Points |
| 200 4 Nages   | Patricia SCARPINATO CHSA Cannes                           | 4 min 49 s 84 87 Points                   |                                                  |                          |                                           |                          |
| 100 Pap       | Marine BASTIEN Handisport Saint Avold                     | 2 min 02 s 74 103 Points                  | Florence VERCASSON Handisport Valence            | 2 min 15 s 84 93 Points  |                                           |                          |
| 50 NL         | Caroline RIGAUD · Handisport Marseille                    | 42 s 64 148 Points                        | Marine BASTIEN Handisport Saint Avold            | 43 s 00 147 Points       | Virginie MAGAN CHSA Cannes                | 47 s 72 132 Points       |
| S9-SB9-SM9    |                                                           |                                           |                                                  |                          |                                           |                          |
| 400 NL        | Eztitxu VIVANCO · Anglet Olympic                          | 5 min 11 s 05 154 Points Record de France |                                                  |                          |                                           |                          |
| 100 Dos       | Émilie GRAL · SO Millau Natation                          | 1 min 15 s 70 159 Points Record de France | Eztitxu VIVANCO · Anglet Olympic                 | 1 min 20 s 03 150 Points | Gwladys LEMOUSSU Handisport Saint Nazaire | 1 min 39 s 80 120 Points |
| 100 Bras      | Maud DIDIER · Bruyeres Natation                           | 1 min 26 s 26 139 Points Record de France | Emie GANIER Canards Rochelais                    | 1 min 45 s 97 113 Points | Nicole CHEVREUIL Handisport Saint Nazaire | 2 min 16 s 22 88 Points  |
| 100 NL        | Eztitxu VIVANCO · Anglet Olympic                          | 1 min 11 s 46 168 Points                  | Gwladys LEMOUSSU Handisport Saint Nazaire        | 1 min 23 s 91 143 Points |                                           |                          |
| 200 4 Nages   | Émilie GRAL · SO Millau Natation                          | 2 min 42 s 59 148 Points                  | Gwladys LEMOUSSU Handisport Saint Nazaire        | 3 min 25 s 82 117 Points |                                           |                          |
| 100 Pap       | Émilie GRAL · SO Millau Natation                          | 1 min 14 s 77 160 Points                  | Eztitxu VIVANCO · Anglet Olympic                 | 1 min 20 s 57 149 Points |                                           |                          |
| 50 NL         | Émilie GRAL · SO Millau Natation                          | 31 s 09 193 Points                        | Eztitxu VIVANCO · Anglet Olympic                 | 33 s 87 177 Points       | Gwladys LEMOUSSU Handisport Saint Nazaire | 37 s 07 162 Points       |
| S10-SM10      |                                                           |                                           |                                                  |                          |                                           |                          |
| 400 NL        | LORANDI Élodie · HAM Antibes Méditerranée · 1             | 4 min 50 s 93 158 Points                  | Joy FANARA Tolosa Handisport                     | 5 min 59 s 83 128 Points | Nicole CHEVREUIL Handisport Saint Nazaire | 7 min 09 s 66 107 Points |
| 100 Dos       | LORANDI Élodie · HAM Antibes Méditerranée · 1             | 1 min 16 s 28 151 Points Record de France | Maud DIDIER · Bruyeres Natation                  | 1 min 24 s 37 136 Points | Sophie CASGHA · Handisport Marseille      | 1 min 28 s 11 131 Points |
| 100 NL        | LORANDI Élodie · HAM Antibes Méditerranée · 1             | 1 min 04 s 69 178 Points                  | Maud DIDIER · Bruyeres Natation                  | 1 min 10 s 95 162 Points | Joy FANARA · Tolosa Handisport            | 1 min 12 s 74 158 Points |
| 200 4 Nages   | LORANDI Élodie · HAM Antibes Méditerranée · 1             | 2 min 40 s 24 144 Points                  | Maud DIDIER · Bruyeres Natation                  | 2 min 48 s 24 137 Points |                                           |                          |
| 100 Pap       | LORANDI Élodie · HAM Antibes Méditerranée · 1             | 1 min 11 s 33 161 Points                  | Joy FANARA Tolosa Handisport                     | 1 min 22 s 95 139 Points | Maud DIDIER Bruyeres Natation             | 1 min 25 s 19 135 Points |
| 50 NL         | LORANDI Élodie · HAM Antibes Méditerranée · 1             | 30 s 03 191 Points                        | Joy FANARA · Tolosa Handisport                   | 32 s 50 177 Points       | Maud DIDIER · Bruyeres Natation           | 33 s 18 173 Points       |
| S11-SB11-SM11 |                                                           |                                           |                                                  |                          |                                           |                          |
| 400 NL        | Julie HOUSSAIS · Handisport Saint-Nazaire                 | 7 min 44 s 40 103 Points                  |                                                  |                          |                                           |                          |
| 100 Dos       | Stéphanie DOUARD · Handivienne                            | 1 min 32 s 22 130 Points Record de France | Julie HOUSSAIS Handisport Saint-Nazaire          | 1 min 57 s 28 102 Points |                                           |                          |
| 100 Bras      | Stéphanie DOUARD · Handivienne                            | 1 min 41 s 39 118 Points Record de France | Julie HOUSSAIS · Handisport Saint-Nazaire        | 1 min 57 s 50 102 Points | Isabelle CORBEFIN ASMTH Handicap Défi     | 3 min 03 s 91 65 Points  |
| 100 NL        | Stéphanie DOUARD · Handivienne                            | 1 min 34 s 09 118 Points Record de France | Julie HOUSSAIS · Handisport Saint-Nazaire        | 1 min 46 s 60 113 Points | Isabelle CORBEFIN ASMTH Handicap Défi     | 2 min 35 s 03 77 Points  |
| 200 4 Nages   | Stéphanie DOUARD · Handivienne                            | 3 min 22 s 55 118 Points Record de France |                                                  |                          |                                           |                          |
| 100 Pap       | Stéphanie DOUARD · Handivienne                            | 1 min 40 s 65 119 Points Record de France |                                                  |                          |                                           |                          |
| 50 NL         | Stéphanie DOUARD · Handivienne                            | 41 s 18 146 Points Record de France       | Julie HOUSSAIS · Handisport Saint-Nazaire        | 47 s 75 126 Points       | Isabelle CORBEFIN ASMTH Handicap Défi     | 1 min 07 s 49 89 Points  |
| S13-SB13-SM13 |                                                           |                                           |                                                  |                          |                                           |                          |
| 100 Brasse    | Véronique GUICHARD Handisport Lyonnais                    | 2 min 27 s 78 78 Points                   |                                                  |                          |                                           |                          |
| 100 NL        | Véronique GUICHARD Handisport Lyonnais                    | 1 min 56 s 74 99 Points                   |                                                  |                          |                                           |                          |
| 200 4 Nages   | Véronique GUICHARD Handisport Lyonnais                    | 4 min 56 s 07 78 Points                   |                                                  |                          |                                           |                          |
| 50 NL         | Véronique GUICHARD Handisport Lyonnais                    | 52 s 12 110 Points                        |                                                  |                          |                                           |                          |
| S15-SB15-SM15 |                                                           |                                           |                                                  |                          |                                           |                          |
| 100 Dos       | Marina RUMEAU · Club Sportif des Sourds d'Annemasse Léman | 1 min 46 s 08 99 Points Record de France  | Sophie BELLOT · Handisport Lyonnais              | 2 min 12 s 92 79 Points  |                                           |                          |
| 100 Dos       | Marina RUMEAU · Club Sportif des Sourds d'Annemasse Léman | 1 min 46 s 90 98 Points Record de France  | Lise REGNAULT · CHA Aix-en-Provence              | 2 min 19 s 10 75 Points  |                                           |                          |
| 100 NL        | Marina RUMEAU · Club Sportif des Sourds d'Annemasse Léman | 1 min 27 s 02 121 Points Record de France |                                                  |                          |                                           |                          |
| 200 4 Nages   | Sophie BELLOT · Handisport Lyonnais                       | 5 min 00 s 16 70 Points Record de France  |                                                  |                          |                                           |                          |
| 50 NL         | Sophie BELLOT · Handisport Lyonnais                       | 50 s 76 103 Points                        |                                                  |                          |                                           |                          |

### Messieurs
| Discipline    | 1er                                                         | Temps                                     | 2e                                                  | Temps                    | 3e                                           | Temps                    |
| ------------- | ----------------------------------------------------------- | ----------------------------------------- | --------------------------------------------------- | ------------------------ | -------------------------------------------- | ------------------------ |
| Relais        |                                                             |                                           |                                                     |                          |                                              |                          |
| Libre         | Handisport Marseille                                        | 2 min 19 s 58 358 Points                  | Guyenne Handi-Nages Bordeaux                        | 2 min 29 s 87 334 Points | Handisport Valence                           | 2 min 57 s 05 282 Points |
| 4 Nages       | Handisport Marseille                                        | 2 min 34 s 93 323 Points                  | Guyenne Handi-Nages Bordeaux                        | 2 min 55 s 34 285 Points | Handisport Valence                           | 3 min 17 s 06 254 Points |
| S1-SB1-SM1    |                                                             |                                           |                                                     |                          |                                              |                          |
| 50 NL         | Julien GRANDJEAN Elan Chambérien                            | 3 min 39 s 26 64 Points                   |                                                     |                          |                                              |                          |
| 100 NL        | Julien GRANDJEAN Elan Chambérien                            | 7 min 16 s 62 64 Points                   |                                                     |                          |                                              |                          |
| 50 Bras       | Philippe REVILLON · Handisport Nantes · 1 2                 | 1 min 54 s 74 122 points                  |                                                     |                          |                                              |                          |
| S2-SB2-SM2    |                                                             |                                           |                                                     |                          |                                              |                          |
| 200 NL        | Philippe REVILLON · Handisport Nantes · 1 2                 | 5 min 48 s 80 135 Points                  |                                                     |                          |                                              |                          |
| 50 Dos        | Philippe REVILLON Handisport Nantes 1 2                     | 1 min 35 s 71 123 Points                  |                                                     |                          |                                              |                          |
| 100 NL        | Philippe REVILLON · Handisport Nantes · 1 2                 | 2 min 48 s 79 139 Points                  |                                                     |                          |                                              |                          |
| 150 3 Nages   | Philippe REVILLON · Handisport Nantes · 1 2                 | 5 min 18 s 38 111 Points                  |                                                     |                          |                                              |                          |
| 50 NL         | Philippe REVILLON · Handisport Nantes · 1 2                 | 1 min 16 s 52 154 Points                  |                                                     |                          |                                              |                          |
| S3-SB3-SM3    |                                                             |                                           |                                                     |                          |                                              |                          |
| 200 NL        | Frédéric BUSSI · HAM Antibes Méditerranée                   | 4 min 32 s 95 143 Points                  | Boris DEYSSE Guyenne Handi-Nage Bordeaux            | 8 min 15 s 29 79 points  |                                              |                          |
| 50 Dos        | Frédéric BUSSI · HAM Antibes Méditerranée                   | 1 min 02 s 86 155 Points                  | Boris DEYSSE Guyenne Handi-Nage Bordeaux            | 1 min 49 s 10 89 points  | Benoît MICHEL Les Antilopes Angoulème        | 2 min 01 s 26 80 points  |
| 50 Bras       | Frédéric BUSSI · HAM Antibes Méditerranée                   | 1 min 05 s 09 150 Points                  | Frédéric ROLLIN HCE St Malo                         | 1 min 30 s 13 108 Points |                                              |                          |
| 100 NL        | Frédéric BUSSI · HAM Antibes Méditerranée                   | 2 min 12 s 89 147 Points                  | Boris DEYSSE Guyenne Handi-Nage Bordeaux            | 3 min 42 s 95 87 points  |                                              |                          |
| 150 3 Nages   | Frédéric BUSSI · HAM Antibes Méditerranée                   | 3 min 34 s 19 137 Points Record de France |                                                     |                          |                                              |                          |
| 50 NL         | Frédéric BUSSI · HAM Antibes Méditerranée                   | 58 s 41 167 Points                        | Olivier GASPARD USHOM Thionville                    | 1 min 25 s 68 114 Points | Boris DEYSSE Guyenne Handi-Nage Bordeaux     | 1 min 38 s 30 99 points  |
| S4-SB4-SM4    |                                                             |                                           |                                                     |                          |                                              |                          |
| 200 NL        | David SMETANINE · Grenoble Meylan Université Club · 1 · 2 2 | 3 min 01 s 96 176 Points                  | Thibault NIEVA Pau Béarn Handisport                 | 5 min 44 s 27 93 Points  | Frédéric ROLLIN HCE St Malo                  | 5 min 48 s 56 92 Points  |
| 50 Dos        | David SMETANINE · Grenoble Meylan Université Club · 1 · 2 2 | 48 s 51 165 Points                        | Franck MAILLE ESN Nanterre                          | 1 min 09 s 35 115 points | Pascal AUZIZEAU Handisport Choletais         | 1 min 41 s 70 79 Points  |
| 100 Bras      | Romain MAZAL CHA Aix-en-Provence                            | 2 min 47 s 28 96 Points                   | Philippe FOUSSARD ASCO Mulhouse                     | 2 min 57 s 87 90 Points  | Emeric JEGO CHA Aix-en-Provence              | 3 min 05 s 08 86 Points  |
| 100 NL        | David SMETANINE · Grenoble Meylan Université Club · 1 · 2 2 | 1 min 22 s 97 193 Points Record de France | Romuald BEDIS Sport Nautique Parthenaisien          | 2 min 16 s 81 117 Points | Thibault NIEVA Pau Béarn Handisport          | 2 min 39 s 15 101 Points |
| 50 NL         | David SMETANINE · Grenoble Meylan Université Club · 1 · 2 2 | 38 s 38 208 Points                        | Franck MAILLE ESN Nanterre                          | 1 min 09 s 01 116 points | Frédéric ROLLIN HCE St Malo                  | 1 min 12 s 80 110 Points |
| S5-SB5-SM5    |                                                             |                                           |                                                     |                          |                                              |                          |
| 200 NL        | Hailry SIMSEK · Handisport Orléannais                       | 3 min 09 s 76 148 Points                  | Johan TOURNIER Elan Chambérien                      | 4 min 40 s 61 100 Points | Guillaume DUCHATEAU Touraine Handisport      | 4 min 59 s 40 94 Points  |
| 50 Dos        | Hailry SIMSEK · Handisport Orléannais                       | 48 s 70 144 Points                        | Johan TOURNIER Elan Chambérien                      | 58 s 14 120 Points       | Guillaume DUCHATEAU Touraine Handisport      | 1 min 03 s 66 110 Points |
| 100 Bras      | Julien SCHERB · SRC Handisport Colmar                       | 2 min 14 s 17 104 Points                  | Pierre-Louis FAYON · Amicale Laïque St Flour        | 2 min 14 s 31 104 Points | Loïc NESTAR · Nimes Handisport               | 2 min 31 s 58 92 Points  |
| 100 NL        | Hailry SIMSEK · Handisport Orléannais                       | 1 min 25 s 55 164 Points Record de France | Johan TOURNIER Elan Chambérien                      | 2 min 13 s 41 105 Points | Guillaume DUCHATEAU Touraine Handisport      | 2 min 13 s 53 105 Points |
| 200 4 Nages   | Guillaume DUCHATEAU Touraine Handisport                     | 5 min 25 s 04 86 Points                   |                                                     |                          |                                              |                          |
| 50 Pap        | Guillaume DUCHATEAU Touraine Handisport                     | 1 min 03 s 62 110 Points                  |                                                     |                          |                                              |                          |
| 50 NL         | Hailry SIMSEK · Handisport Orléannais                       | 37 s 14 188 Points Record de France       | Guillaume DUCHATEAU Touraine Handisport             | 56 s 13 125 Points       | Philippe FOUSSARD ASCO Mulhouse              | 1 min 01 s 70 113 Points |
| S6-SB6-SM6    |                                                             |                                           |                                                     |                          |                                              |                          |
| 400 NL        | Julien SCHERB · SRC Handisport Colmar                       | 7 min 17 s 17 110 Points                  | Pascal DANIERE · Handisport Roannais                | 7 min 18 s 58 109 Points | Pierre-Louis FAYON · Amicale Laïque St Flour | 7 min 44 s 31 103 Points |
| 100 Dos       | Pierre-Louis FAYON Amicale Laïque St Flour                  | 1 min 44 s 32 115 Points                  | Julien SCHERB SRC Handisport Colmar                 | 1 min 53 s 23 106Points  | Lionel SANZ Elan Chambérien                  | 1 min 59 s 83 100 Points |
| 100 Bras      | Robin SCHALLER SRC Handisport Colmar                        | 2 min 01 s 91 98 Points                   | Stéphane BRUNET Handisport Choletais                | 2 min 04 s 77 96 Points  | Antoine BRUNE HCE St Malo                    | 2 min 07 s 08 94 Points  |
| 100 NL        | Julien SCHERB · SRC Handisport Colmar                       | 1 min 38 s 40 122 Points                  | Pierre-Louis FAYON · Amicale Laïque Saint Flour     | 1 min 42 s 21 117 Points | Pascal DANIERE · Handisport Roannais         | 1 min 43 s 31 116 Points |
| 200 4 Nages   | Julien SCHERB SRC Handisport Colmar                         | 4 min 08 s 60 97 Points                   | Pierre-Louis FAYON Amicale Laïque St Flour          | 4 min 14 s 87 94 Points  | Stéphane BRUNET Handisport Choletais         | 4 min 31 s 34 88 Points  |
| 50 Pap        | Stéphane BRUNET Handisport Choletais                        | 55 s 49 108 Points                        | Julien SCHERB SRC Handisport Colmar                 | 57 s 91 104 Points       | Pascal DANIERE Handisport Roannais           | 1 min 02 s 07 97 Points  |
| 50 NL         | Stéphane BRUNET Handisport Choletais                        | 41 s 56 144 Points                        | Pascal DANIERE Handisport Roannais                  | 46 s 17 130 Points       | Pierre-Louis FAYON Amicale Laïque St Flour   | 46 s 68 129 Points       |
| S7-SB7-SM7    |                                                             |                                           |                                                     |                          |                                              |                          |
| 400 NL        | Guillaume LAUNAY · HCE Saint Malo                           | 5 min 20 s 51 144 Points                  | Arthur FERRIER Saint Étienne Handisport             | 7 min 14 s 60 106 Points | Franck HERVIER Handisport Roannais           | 7 min 20 s 13 105 Points |
| 100 Dos       | Arthur FERRIER Saint Étienne Handisport                     | 1 min 45 s 74 109 Points                  | Robin SCHALLER SRC Handisport Colmar                | 1 min 54 s 00 101 Points | Brice LEPONT Pau Béarn Handisport            | 2 min 00 s 07 96 Points  |
| 100 Bras      | Arthur FERRIER Saint Étienne Handisport                     | 1 min 56 s 26 99 Points                   | Thomas BERTHIER Handisport Valence                  | 1 min 59 s 11 97 Points  | Corentin GUINET Handisport Valence           | 2 min 00 s 50 95 Points  |
| 100 NL        | Guillaume LAUNAY · HCE Saint Malo                           | 1 min 12 s 43 159 Points                  | Frédéric PASERO Handisport Marseille                | 1 min 20 s 11 144 Points | Franck HERVIER Handisport Roannais           | 1 min 29 s 63 128 Points |
| 200 4 Nages   | Arthur FERRIER Saint Étienne Handisport                     | 3 min 38 s 77 105 Points                  | Guillaume LAUNAY HCE Saint Malo                     | 3 min 46 s 21 102 Points | Robin SCHALLER SRC Handisport Colmar         | 4 min 15 s 14 90 Points  |
| 50 NL         | Guillaume LAUNAY · HCE Saint Malo                           | 32 s 89 175 Points                        | Frédéric PASERO · Handisport Marseille              | 33 s 81 170 Points       | Franck HERVIER Handisport Roannais           | 38 s 09 151 Points       |
| S8-SB8-SM8    |                                                             |                                           |                                                     |                          |                                              |                          |
| 400 NL        | Yann NOUARD · Guyenne Handi-Nages Bordeaux                  | 5 min 10 s 95 142 Points                  | Mohamed HADRI CS Clichy 92 Natation                 | 6 min 37 s 27 111 Points | Eric COHEN Grenoble Handisport               | 6 min 59 s 96 105 Points |
| 100 Dos       | Yann NOUARD · Guyenne Handi-Nages Bordeaux                  | 1 min 17 s 18 143 Points                  | Olivier PLEINDOUX Handisport Marseille              | 1 min 29 s 13 123 Points | Mohamed HADRI CS Clichy 92 Natation          | 1 min 40 s 53 109 Points |
| 100 Bras      | Alexandre OLIVIER Anglet Olympic                            | 1 min 39 s 21 111 Points                  | Arnaud HUTINET CHA Aix-en-Provence                  | 1 min 43 s 16 107 Points | Rodolphe LECLERC Albertville Handisport      | 1 min 54 s 65 96 Points  |
| 100 NL        | Charles ROZOY · Handphyclub                                 | 1 min 06 s 16 166 Points                  | Lionel HIFFLER · Handisport Marseille               | 1 min 14 s 87 147 Points | Rodolphe LECLERC Albertville Handisport      | 1 min 25 s 82 128 Points |
| 200 4 Nages   | Yann NOUARD · Guyenne Handi-Nages Bordeaux                  | 3 min 00 s 04 122 Points                  | Lionel HIFFLER Handisport Marseille                 | 3 min 25 s 52 107 Points | Sébastien GUYOT Touraine Handisport          | 4 min 14 s 81 86 Points  |
| 100 Pap       | Charles ROZOY · Handphyclub                                 | 1 min 06 s 45 166 Points Record de France | Lionel HIFFLER Handisport Marseille                 | 1 min 27 s 25 126 Points |                                              |                          |
| 50 NL         | Lionel HIFFLER · Handisport Marseille                       | 32 s 17 171 Points                        | Yann NOUARD · Guyenne Handi-Nages Bordeaux          | 33 s 40 165 Points       | Rodolphe LECLERC Albertville Handisport      | 36 s 24 152 Points       |
| S9-SB9-SM9    |                                                             |                                           |                                                     |                          |                                              |                          |
| 400 NL        | Dorian COULON · Guyenne Handi-Nages Bordeaux                | 4 min 47 s 10 146 Points Record de France | Frédéric VENET · Handisport Lyonnais                | 5 min 15 s 28 133 Points | Olivier LE GALL · Handisport Cornouaille     | 5 min 20 s 54 131 Points |
| 100 Dos       | Dorian COULON · Guyenne Handi-Nages Bordeaux                | 1 min 12 s 20 145 Points Record de France | Valentin HAZEBROUCQ · Ronchin Olympique Club        | 1 min 14 s 97 145 Points | Frédéric VENET · Handisport Lyonnais         | 1 min 21 s 79 128 Points |
| 100 Bras      | Vincent RUPP · Cercle des Nageurs Maison Alfort             | 1 min 15 s 85 138 Points                  | Bastien POISSON Roquetaillade Handisport            | 1 min 35 s 44 110 Points | Fabrice CHANUT Handisport Marseille          | 1 min 36 s 08 109 Points |
| 100 NL        | Sami EL GUEDDARI · Anglet Olympic                           | 59 s 90 175 Points                        | Olivier LE GALL Handisport Cornouaille              | 1 min 10 s 95 148 Points | Valentin HAZEBROUCQ Ronchin Olympique Club   | 1 min 11 s 59 147 Points |
| 200 4 Nages   | Dorian COULON · Guyenne Handi-Nages Bordeaux                | 2 min 52 s 95 121 Points                  | Frédéric VENET · Handisport Lyonnais                | 2 min 58 s 53 118 Points | Olivier LE GALL · Handisport Cornouaille     | 3 min 03 s 17 115 Points |
| 100 Pap       | Sami EL GUEDDARI · Anglet Olympic                           | 1 min 06 s 60 158 Points                  | Frédéric VENET · Handisport Lyonnais                | 1 min 15 s 56 139 Points | Samuel RONFARD Lagardère Paris Racing        | 1 min 45 s 65 99 Points  |
| 50 NL         | Sami EL GUEDDARI · Anglet Olympic                           | 26 s 84 196 Points                        | Valentin HAZEBROUCQ Ronchin Olympique Club          | 31 s 61 166 Points       | Olivier LE GALL Handisport Cornouaille       | 32 s 52 161 Points       |
| S10-SM10      |                                                             |                                           |                                                     |                          |                                              |                          |
| 400 NL        | Yann BOURDIER · Saint-Étienne Handisport                    | 4 min 36 s 51 145 Points                  |                                                     |                          |                                              |                          |
| 100 Dos       | Yann BOURDIER · Saint-Étienne Handisport                    | 1 min 20 s 16 125 Points                  | Bastien POISSON · Roquetaillade Handisport          | 1 min 20 s 35 124 Points | Robert PALAMEDE ASMF Paris                   | 1 min 44 s 54 96 Points  |
| 100 NL        | Vincent RUPP · Cercle des Nageurs Maison Alfort             | 1 min 00 s 50 165 Points                  | Yann BOURDIER · Saint-Étienne Handisport            | 1 min 03 s 14 158 Points | Bastien POISSON · Roquetaillade Handisport   | 1 min 05 s 94 152 Points |
| 200 4 Nages   | Vincent RUPP · Cercle des Nageurs Maison Alfort             | 2 min 27 s 70 135 Points                  | Yann BOURDIER · Saint-Étienne Handisport            | 2 min 39 s 59 125 Points | Jonathan CLAIRET Nautic Club Briançon        | 3 min 36 s 61 92 Points  |
| 100 Pap       | Yann BOURDIER · Saint-Étienne Handisport                    | 1 min 13 s 91 135 Points                  |                                                     |                          |                                              |                          |
| 50 NL         | Vincent RUPP · Cercle des Nageurs Maison Alfort             | 26 s 74 187 Points Record de France       | Bastien POISSON · Roquetaillade Handisport          | 28 s 60 175 Points       | Yann BOURDIER · Saint-Étienne Handisport     | 29 s 78 168 Points       |
| S11-SB11-SM11 |                                                             |                                           |                                                     |                          |                                              |                          |
| 400 NL        | Christophe DETEIX · La Vaillante Salon de Provence          | 6 min 30 s 79 107 Points                  |                                                     |                          |                                              |                          |
| 100 Dos       | Christophe DETEIX · La Vaillante Salon de Provence          | 1 min 43 s 99 101 Points                  |                                                     |                          |                                              |                          |
| 100 Bras      | Christophe DETEIX · La Vaillante Salon de Provence          | 1 min 29 s 02 118 Points                  | Raymond FOURMANN ASCO Mulhouse                      | 1 min 58 s 05 89 Points  |                                              |                          |
| 100 NL        | Raymond FOURMANN ASCO Mulhouse                              | 1 min 43 s 68 101 Points                  |                                                     |                          |                                              |                          |
| 100 Pap       | Christophe DETEIX · La Vaillante Salon de Provence          | 1 min 52 s 76 93 Points Record de France  |                                                     |                          |                                              |                          |
| 50 NL         | Raymond FOURMANN ASCO Mulhouse                              | 47 s 03 112 Points                        |                                                     |                          |                                              |                          |
| S12-SB12-SM12 |                                                             |                                           |                                                     |                          |                                              |                          |
| 100 Dos       | Théo VALOUR Saint-Étienne Handisport                        | 1 min 53 s 78 88 Points                   |                                                     |                          |                                              |                          |
| 100 Bras      | Théo VALOUR Saint-Étienne Handisport                        | 1 min 55 s 90 86 Points                   |                                                     |                          |                                              |                          |
| 100 NL        | Théo VALOUR Saint-Étienne Handisport                        | 1 min 39 s 83 100 Points                  |                                                     |                          |                                              |                          |
| 50 NL         | Théo VALOUR Saint-Étienne Handisport                        | 43 s 01 116 Points                        | Cyril MARCOULY Dauphins de la Vallée et du Vignoble | 54 s 60 92 Points        |                                              |                          |
| S13-SB13-SM13 |                                                             |                                           |                                                     |                          |                                              |                          |
| 400 NL        | Arnaud PASCAL · Guyenne Handi-Nages Bordeaux                | 5 min 48 s 67 115 Points                  |                                                     |                          |                                              |                          |
| 100 Dos       | Arnaud PASCAL · Guyenne Handi-Nages Bordeaux                | 1 min 30 s 38 111 Points                  | Mathieu TALLON · Les Antilopes Angoulème            | 1 min 35 s 64 105 Points | Mehdi AMRI Handisport Lyonnais               | 2 min 09 s 03 78 Points  |
| 100 Bras      | Mathieu TALLON · Les Antilopes Angoulème                    | 1 min 34 s 89 105 Points                  |                                                     |                          |                                              |                          |
| 100 NL        | Arnaud PASCAL · Guyenne Handi-Nages Bordeaux                | 1 min 07 s 98 147 Points                  | Mathieu TALLON · Les Antilopes Angoulème            | 1 min 14 s 80 134 Points | Mehdi AMRI Handisport Lyonnais               | 1 min 32 s 49 108 Points |
| 200 4 Nages   | Mehdi AMRI Handisport Lyonnais                              | 4 min 17 s 40 178 Points                  |                                                     |                          |                                              |                          |
| 100 Pap       | Mehdi AMRI Handisport Lyonnais                              | 1 min 56 s 70 86 Points                   |                                                     |                          |                                              |                          |
| 50 NL         | Arnaud PASCAL · Guyenne Handi-Nages Bordeaux                | 29 s 79 168 Points                        | Mathieu TALLON · Les Antilopes Angoulème            | 32 s 36 155 Points       | Mehdi AMRI Handisport Lyonnais               | 35 s 80 140 Points       |
| S15-SB15-SM15 |                                                             |                                           |                                                     |                          |                                              |                          |
| 400 NL        | Alexandre HAIBACH · Guyenne Handi-Nages Bordeaux            | 4 min 38 s 43 151 Points                  |                                                     |                          |                                              |                          |
| 100 Dos       | Alexandre HAIBACH · Guyenne Handi-Nages Bordeaux            | 1 min 12 s 95 144 Points Record de France |                                                     |                          |                                              |                          |
| 100 NL        | Alexandre HAIBACH · Guyenne Handi-Nages Bordeaux            | 57 s 86 181 Points                        |                                                     |                          |                                              |                          |
| 100 Pap       | Alexandre HAIBACH · Guyenne Handi-Nages Bordeaux            | 1 min 05 s 25 161 Points                  |                                                     |                          |                                              |                          |
| 50 NL         | Alexandre HAIBACH · Guyenne Handi-Nages Bordeaux            | 26 s 37 199 Points Record de France       |                                                     |                          |                                              |                          |

## Championnat d'Europe deReykjavik
Le championnat d'Europe de natation handisport s'est tenu à Reykjavik du 14 au 25 octobre 2009.
La délégation Française était composée de 28 nageurs qualifiés lors du Championnat de France d'été :

### Dames
- - Marine Bastien S8 Handisport Saint Avold 
 6e en 2 min 04 s 63 en finale du relais 4 × 100 m 4 nages
 4e en 2 min 13 s 47 en finale du 100 m Papillon
  - Aurélia Burgaud S7 Club Nautique de Haute Saintonge
6e en 1 min 45 s 32 en finale du relais 4 × 100 m 4 nages
6e en 4 min 09 s 89 en finale du 200 m 4 nages
8e en 1 min 53 s 93 en finale du 100 m Dos
  - Stéphanie Douard S11 Handivienne
  - Maud Didier S10 Bruyères Natation
6e en 2 min 50 s 41 en finale du 200 m 4 nages
6e en 1 min 25 s 85 en finale du 100 m Brasse
6e en 5 min 36 s 07 en finale du 400 m Nage Libre
8e en 32 s 57 en finale du 50 m Nage Libre
  - Joy Fanara S10 Tolosa Handisport
5e en 1 min 25 s 44 en finale du 100 m Papillon
6e en 1 min 25 s 49 en Finale du relais 4 × 100 m 4 nages
7e en 5 min 41 s 26 en finale du 400 m Nage Libre
7e en 32 s 23 en finale du 50 m Nage Libre
  - Anita Fatis S6 USHOM Thionville
5e en 40 s 75 en finale du 50 m Nage Libre
5e en 1 min 34 s 04 en finale du 100 m Nage Libre
6e en 1 min 48 s 27 en finale du 100 m Dos
  - Émilie Gral S9 SO Millau Natation
 3e en 2 min 41 s 27 en finale du 200 m 4 nages
  - Rachel Lardière S7 Handivienne
 Vice-Championne d'Europe en 1 min 53 s 23 en Finale du 100 m Brasse
 5e en 3 min 40 s 98 en finale du 200 m 4 Nages
  - Élodie Lorandi S10 HAM Antibes Méditerranée
  Championne d'Europe et Record d'Europe en 1 min 10 s 89 en finale du 100 m Papillon
 Championne d'Europe en 2 min 42 s 19 en finale du 200 m 4 nages
 Vice-Championne d'Europe en 29 s 73 en finale du 50 m Nage Libre
 Vice-Championne d'Europe en 1 min 03 s 77 en finale du 100 m Nage Libre
 3e en 1 min 15 s 86 en finale du 100 m Dos
  - Florence Vercasson S8 Handisport Valence
6e en 1 min 59 s 17 en finale du relais 4 × 100 m 4 nages
8e en 53 s 54 en finale du 50 m Papillon
  - Eztitxu Vivanco S9 Anglet Olympic
5e en 5 min 04 s 51 en finale du 400 m Nage Libre
4e en 1 min 16 s 50 en Finale du 100 m Dos
7e en 1 min 09 s 05 en finale du 100 m Nage Libre

### Messieurs
- - Thomas Berthier S7 Handisport Valence
6e en 1 min 53 s 43 en finale du 100 m Brasse
8e en 1 min 50 s 71 en finale du relais 4 × 100 m 4 nages
  - Yann Bourdier S10 Saint-Étienne Handisport
  - Frédéric Bussi S3 HAM Antibes Méditerranée
 3e en 3 min 26 s 66 en finale du 150 m 3 Nages
5e en 56 s 11 en finale du 50 m Nage Libre
  - Dorian Coulon S9 Guyenne Handi-Nages Bordeaux
  - Maxence Dumortier S10 Ronchin Olympique Club
  - Sami El Gueddari S9 Anglet Olympic
 3e en 26 s 54 en finale du 50 m Nage Libre
7e en 59 s 73 en finale du 100 m Nage Libre
  - Arthur Ferrier S7 Saint-Étienne Handisport
7e en 1 min 53 s 77 en finale du 100 m Brasse
8e en 1 min 29 s 76 en finale du relais 4 × 100 m 4 nages
  - Valentin Hazebrouck S9 Ronchin Olympique Club
8e en 1 min 13 s 02 en finale du relais 4 × 100 m 4 nages
  - Guillaume Launay S7 HCE Saint Malo
 3e en 5 min 17 s 41 en finale du 400 m Nage Libre
5e en 1 min 10 s 84 en finale du 100 m Nage Libre
  - Yann Nouard S8 Guyenne Handi-Nages Bordeaux
8e en 1 min 15 s 30 en finale du 100 m Dos
6e en 5 min 09 s 42 en finale du 400 m Nage Libre
8e en 1 min 41 s 54 en finale du relais 4 × 100 m 4 nages
  - Olivier Pleindoux S8 Handisport Marseille
  - Charles Rozoy S8 HANDPHYCLUB
  Champion d'Europe & Record d'Europe en 1 min 03 s 27 en finale du 100 m Papillon
5e en 28 s 26 en finale du 50 m Nage Libre
6e en 1 min 02 s 02 en finale du 100 m Nage Libre
  - Vincent RUPP S10 Cercle des Nageurs Maison Alfort
7e en 2 min 27 s 62 en finale du 200 m 4 Nages
6e en 1 min 13 s 80 en finale du 100 m Brasse
6e en 59 s 90 en finale du 100 m Nage Libre
  - Hairy Simsek S5 Handisport Orléannais
 3e en 35 s 61 en finale du 50 m Nage Libre
 3e en 1 min 19 s 98 en finale du 100 m Nage Libre
 3e en 3 min 02 s 67 en finale du 200 m Nage Libre
  - Robin Schaller S7 SRC Handisport Colmar
  - David Smétanine S4 Grenoble Meylan Université Club
 Champion d'Europe en 37 s 99 en finale du 50 m Nage Libre
 Champion d'Europe en 48 s 53 en finale du 50 m Dos
 Champion d'Europe en 1 min 24 s 20 en finale du 100 m Nage Libre
 Vice-Champion d'Europe en 3 min 05 s 44 en finale du 200 m Nage Libre
  - Frédéric Venet S9 Handisport Lyonnais